# 堪嘉镇
堪嘉镇，是中华人民共和国四川省资阳市雁江区下辖的一个乡镇级行政单位。

## 行政区划
堪嘉镇下辖以下地区：
堪嘉坝社区、中心村、树林村、贾家庙村、孝义桥村、铧厂村、踏水桥村、大桐庙村、蒲角村、红莲村、陡岩山村、雨佳村、中牛桥村、石笋村、弥陀村、胡家坝村、凤凰嘴村、申家堰村、胡石桥村、元觉寺村和纸厂村。